# Powierzchnia wielościenna

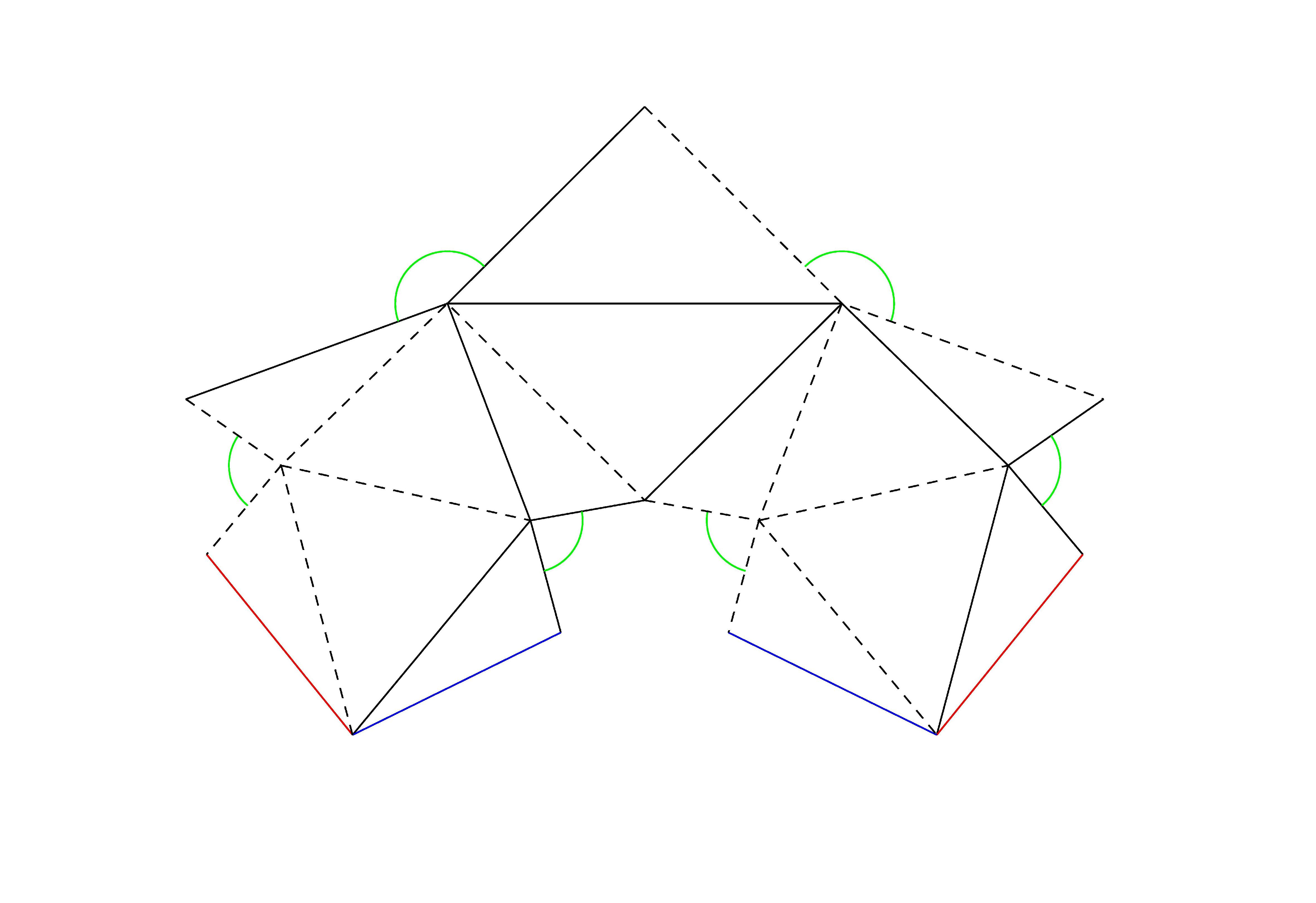
Siatka Fleksor Steffena

Powierzchnia wielościenna – powierzchnia złożona z wielokątów spełniających dodatkowe warunki, m.in. rozłączne wnętrza.
Jeśli każdy bok jest wspólny dla dwóch wielokątów, to jest to powierzchnia zamknięta. Razem z obejmowanymi przez nią punktami tworzy wielościan; jest ona jego brzegiem.